# World Football Challenge
Il World Football Challenge è stato un torneo calcistico amichevole di cui sono state organizzate tre edizioni tra il 2009 e il 2012, disputatesi a partire dal mese di luglio in alcuni stadi siti negli Stati Uniti e talvolta in Canada. Al torneo hanno partecipato squadre di club appartenenti alle federazioni UEFA e CONCACAF. La prima edizione è stata vinta dal Chelsea, le successive dal Real Madrid.

## Storia
Se ne sono svolte tre edizioni, precisamente nel 2009, 2011 e 2012. Il 15 aprile 2013 è stata annunciata, in sostituzione del World Football Challenge, la creazione della International Champions Cup.

## Edizioni

### 2009
Alla prima edizione hanno partecipato quattro squadre, precisamente le italiane Inter e Milan, la messicana America e l'inglese Chelsea, che si è aggiudicata il torneo. I club si sono sfidati in un girone all'italiana tra il 19 e il 26 luglio 2009, disputando in totale sei partite in quattro stadi degli Stati Uniti. Il regolamento prevedeva che, nel caso di parità in una gara al termine dei tempi regolamentari, si disputasse una serie di calci di rigore, e alla squadra che ne risultasse vincitrice venisse assegnato un altro punto oltre a quello previsto per il pareggio al 90'. Era altresì prevista l'attribuzione di un punto per ciascun gol messo a segno nei tempi regolamentari, fino ad un massimo di tre per ciascuna gara disputata.
| Squadra | P  | G | V | VCR | S | SCR | GF | GS | DR |
| ------- | -- | - | - | --- | - | --- | -- | -- | -- |
| Chelsea | 15 | 3 | 3 | 0   | 0 | 0   | 6  | 1  | +5 |
| América | 8  | 3 | 1 | 1   | 1 | 0   | 3  | 4  | -1 |
| Inter   | 7  | 3 | 1 | 0   | 1 | 1   | 3  | 3  | 0  |
| Milan   | 2  | 3 | 0 | 0   | 3 | 0   | 2  | 6  | -4 |

| Arbitro: | Baldomero Toledo |

|                                         |                      |                                              |
| Silva 51’                               | Marcatori            | 61’ Córdoba                                  |
| Chitiva Mosquera Silva Márquez O. Rojas | Tiri di rigore 5 – 4 | Balotelli Milito Ibrahimović Vieira Burdisso |

| Arbitro: | Ricardo Salazar |

|                               |           |  |
| Drogba 11’ Lampard 50’ (rig.) | Marcatori |  |

| Arbitro: | Alex Prus |

|                         |           |             |
| Esqueda 56’ Márquez 84’ | Marcatori | 66’ Inzaghi |

| Arbitro: | Mark Geiger |

|                      |           |             |
| Drogba 7’ Žirkov 69’ | Marcatori | 38’ Seedorf |

| Arbitro: | Jorge González |

|                |           |  |
| Milito 4’, 75’ | Marcatori |  |

| Arbitro: | Paul Ward |

|                          |           |  |
| Di Santo 76’ Malouda 78’ | Marcatori |  |

### 2011
Alla seconda edizione hanno partecipato tredici squadre, in particolare sette appartenenti alla CONCACAF e sei appartenenti alla UEFA, fra le quali il Real Madrid che si è aggiudicato il torneo. I club si sono sfidati tra il 13 luglio e il 6 agosto 2011, disputando in totale quattordici partite in altrettanti stadi, due dei quali siti in Canada, il resto negli Stati Uniti. Ai fini della classifica, sono stati considerati congiuntamente i punti ottenuti da tre club appartenenti alla Eastern Conference e due appartenenti alla Western Conference. Per il resto, è stato confermato il regolamento della prima edizione.
| Squadra                                         | P  | G | V | VCR | S | SCR | GF | GS | DR |
| ----------------------------------------------- | -- | - | - | --- | - | --- | -- | -- | -- |
| Real Madrid                                     | 17 | 3 | 3 | 0   | 0 | 0   | 9  | 2  | +7 |
| Manchester Utd                                  | 17 | 3 | 3 | 0   | 0 | 0   | 9  | 3  | +6 |
| Manchester City                                 | 13 | 3 | 2 | 1   | 0 | 0   | 5  | 2  | +3 |
| Juventus                                        | 9  | 3 | 2 | 0   | 1 | 0   | 3  | 2  | +1 |
| Barcellona                                      | 7  | 3 | 1 | 0   | 2 | 0   | 4  | 6  | -2 |
| Guadalajara                                     | 6  | 3 | 1 | 0   | 2 | 0   | 4  | 5  | -1 |
| LA Galaxy Vancouver Whitecaps                   | 4  | 3 | 0 | 0   | 2 | 1   | 3  | 7  | -4 |
| Chicago Fire N.E. Revolution Philadelphia Union | 3  | 3 | 0 | 0   | 3 | 0   | 3  | 9  | -6 |
| América                                         | 0  | 3 | 0 | 0   | 3 | 0   | 0  | 5  | -5 |

Nota:Lo Sporting ha giocato solo una partita e non ha accumulato punti.
| Arbitro: | Mark Geiger |

|              |           |                                    |
| Mansally 56’ | Marcatori | 51’ Owen 54’, 61’ Macheda 80’ Park |

| Arbitro: | Hilario Grajeda |

|  |           |                                  |
|  | Marcatori | 17’ McGivern 27’ Wright-Phillips |

| Arbitro: | Jorge González |

|              |           |                                                           |
| Cristman 67’ | Marcatori | 31’ Callejón 40’ Joselu 53’ Cristiano Ronaldo 58’ Benzema |

| Arbitro: | Mauricio Navarro |

|              |           |                                  |
| Sanvezzo 30’ | Marcatori | 68’ Guidetti 84’ Wright-Phillips |

| Arbitro: | Ricardo Salazar |

|  |           |                                        |
|  | Marcatori | 73’, 76’ (rig.), 82’ Cristiano Ronaldo |

| Arbitro: | Terry Vaughn |

|           |           |                                |
| Gibbs 13’ | Marcatori | 66’ Rooney 75’ Rafael 82’ Nani |

| Arbitro: | Drew Fischer |

|               |           |                |
| Del Piero 80’ | Marcatori | 13’, 36’ Djaló |

| Arbitro: | Alex Prus |

|            |           |                      |
| Farfan 80’ | Marcatori | 2’ Callejón 11’ Özil |

| Arbitro: | Ricardo Salazar |

|                                                                           |                      |                                                                           |
| Magee 53’                                                                 | Marcatori            | 20’ (rig.) Balotelli                                                      |
| Keat Birchall Juninho Dunivant Stephens McBean Gonzalez McCarty DeLaGarza | Tiri di rigore 6 – 7 | Milner Weiss Suárez Kolarov Guidetti Lescott de Jong Wright-Phillips Hart |

| Arbitro: | Jorge González |

|              |           |  |
| Pasquato 42’ | Marcatori |  |

| Arbitro: | Mark Kadlecik |

|                  |           |  |
| Quagliarella 12’ | Marcatori |  |

| Arbitro: | Ricardo Salazar |

|            |           |                   |
| Thiago 70’ | Marcatori | 22’ Nani 76’ Owen |

| Arbitro: | Baldomero Toledo |

|          |           |                                             |
| Villa 3’ | Marcatori | 60’, 63’ Fabián 72’ Casillas 90+3’ Verduzco |

| Arbitro: | Ricardo Salazar |

|                     |           |  |
| Villa 24’ Keita 90’ | Marcatori |  |

### 2012
Alla terza edizione hanno partecipato undici squadre, in particolare cinque appartenenti alla CONCACAF e sei appartenenti alla UEFA, fra le quali il Real Madrid che si è nuovamente aggiudicato il torneo, vincendo tutte le partite disputate. Nell'occasione, comunque, si è trattata di una serie di amichevoli più che una competizione vera e propria, dato il diverso numero di gare a cui ciascuna squadra ha preso parte: quattro gli spagnoli, tre il Chelsea, due il Milan e il Paris Saint-Germain, una le rimanenti. I club si sono sfidati tra il 18 luglio e l'11 agosto 2012, disputando in totale nove partite in otto stadi, uno dei quali sito in Canada, il resto negli Stati Uniti. Non era prevista la disputa di una serie di calci di rigore in caso di parità al termine dei tempi regolamentari.
- Seattle Sounders FC - Chelsea 2-4
- Toronto - Liverpool 1-1
- Chelsea - Paris Saint-Germain 1-1
- Chelsea - Milan 0-1
- D.C. United - Paris Saint-Germain 1-1
- Los Angeles Galaxy - Real Madrid 1-5
- Real Madrid - Santos Laguna 2-1
- Real Madrid - Milan 5-1
- Real Madrid - Celtic Glasgow 2-0

## Albo d'oro
| Edizione | Anno | Vincitore   | Finalista/Secondo posto |
| -------- | ---- | ----------- | ----------------------- |
| I        | 2009 | Chelsea     | América                 |
| II       | 2011 | Real Madrid | Manchester Utd          |
| III      | 2012 | Real Madrid | N/A                     |